# Slag bij Wissembourg

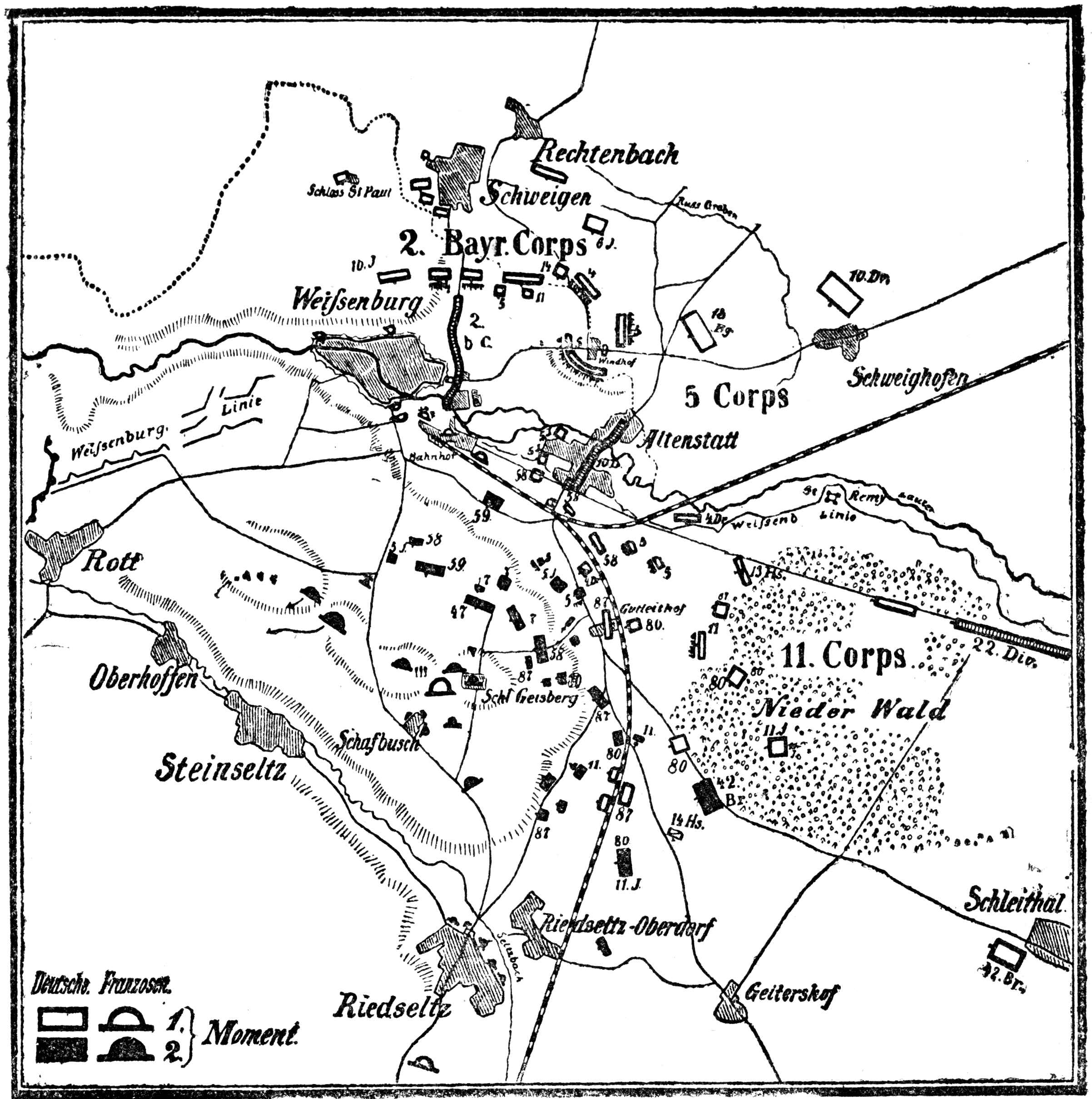
Kaart van de slag

De Slag bij Wissembourg of Weißenburg was de eerste veldslag van de Frans-Duitse Oorlog. Door de Franse nederlaag kon het Pruisische leger Frankrijk binnendringen.

## Achtergrond
In juni 1870 was Napoleon III met het Franse leger Lotharingen binnengetrokken en had daar Saarbrücken bezet. Napoleon was van zins een belangrijke slag te winnen op Duits grondgebied en had daarom maarschalk Patrice de Mac Mahon bevel gegeven het Franse Iste en Vde Korps naar voren te brengen. Mac Mahon had tot doel Wissembourg te bereiken, waar hij al een divisie had gepositioneerd onder Abel Douay. Eenmaal daar, zou hij zijn strijdkrachten concentreren voor een aanval op Duitsland. Het Duitse 3e leger onder kroonprins Frederik Willem was al onderweg naar Wissembourg. Beide zijden waren niet volledig op de hoogte van de manoeuvres van de tegenstander.

## De slag

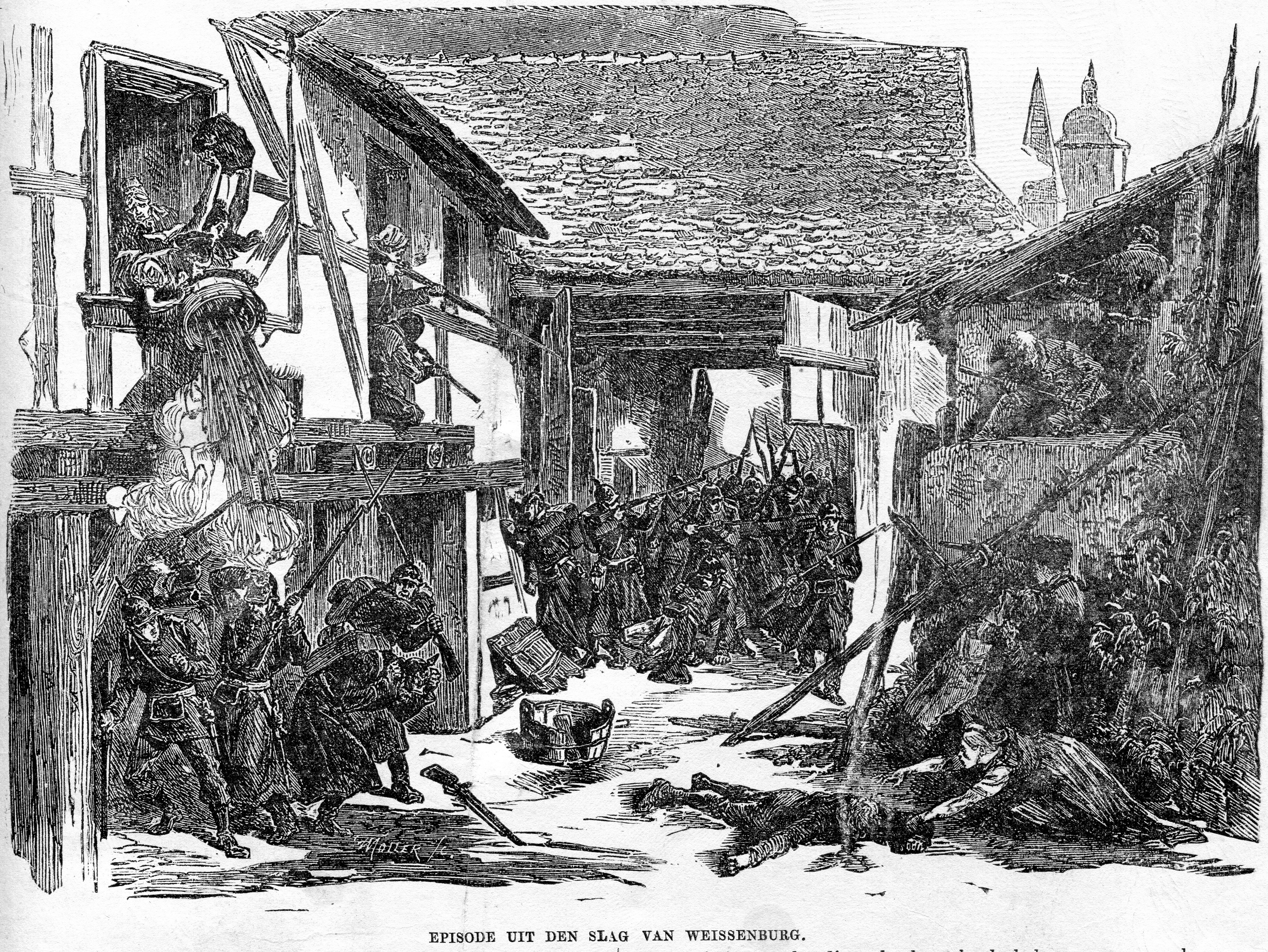
Episode uit den slag van Weissenbourg, gravure uit Katholieke Illustratie 1869-1870 Themanr. De Oorlog

De strijdkrachten van de kroonprins zouden eerder bij Wissembourg zijn dan die van Mac Mahon, dankzij het organisatorische genie van zijn stafchef, generaal graaf Leonhard von Blumenthal. Om 8 uur 's ochtends op 4 augustus 1870 arriveerde het 2e Beierse korps en begon de stad te beschieten. Douay plaatste een garnizoen in de stad en positioneerde zijn reserves op een heuvel buiten de stad. De Duitsers vielen aan en waren binnen een paar uur de stad binnengedrongen. Vervolgens werden Duitse versterkingen naar voren gebracht om de Franse reserves te overvleugelen. De Beieren vielen de westelijke kant van de stad aan, terwijl het Pruisische 11e Korps en de artillerie het oosten aanvielen. Op dat moment bereikten Franse versterkingen onder Mac Mahon het veld. Met de aankomst van het Franse Ve Korps trok het Beierse korps zich terug om bescherming te zoeken achter de artillerie. De Franse vielen aan en werden zo definitief afgeslagen, dat ze de rest van de veldslag geen effectieve inbreng meer hadden. Het Pruisische 5e Korps had in de tussentijd langzame vorderingen geboekt aan de oostelijke kant van de stad en viel het centrum van de Franse linies aan. Ze wisten hun doel te veroveren. Door een vertwijfelde tegenaanval konden de Fransen zich in goede orde terugtrekken, waarna de Duitse troepen de stad innamen.

## Resultaat
De veldslag was een overwinning voor de Duitsers, die hierna Frankrijk konden binnenvallen. Kort na de veldslag trok het Duitse 3e Leger al op in de richting van Wœrth, waar ze op de hoofdmacht van Mac Mahons leger stuitten.
Op de Oorlogsherdenkingsmunt voor de veldtochten van 1870 en 1871 werd na 1895 door de Duitse veteranen een speciale herinneringsgesp ter herinnering aan dit gevecht gedragen.